# 18 East 50th Street
18 East 50th Street, también conocido como Hampton Shops Building y New York Health & Racquet Club Building, es un edificio de oficinas en el Medio Manhattan de Nueva York (Estados Unidos). Ubicado en el lado sur de la calle 50, en el medio de la cuadra entre la Quinta Avenida y la Avenida Madison, fue diseñado por William Lawrence Rouse, Lafayette Anthony Goldstone y Joseph L. Steinam.
18 East 50th Street está diseñado en estilo neogótico, a veces denominado estilo gótico perpendicular. El estilo fue elegido porque complementaba el complejo de la Catedral de San Patricio al otro lado de la calle. El edificio de 11 pisos tiene una fachada de terracota gris que se asemeja al granito. El edificio no tiene retranqueos, ya que fue construido antes de que las ordenanzas de zonificación lo requirieran.
Hampton Shops, fundada a principios de la década de 1860 como Grand Rapids Furniture Company, vendía muebles de estilo tradicional. El sitio de construcción fue arrendado en 1914 y la tienda en 18 East 50th Street se construyó desde junio de 1915 hasta marzo de 1916. Posteriormente, Hampton Shops adquirió el contrato de arrendamiento antes de quebrar en 1938. Luego, el edificio se dividió y se arrendó a empresas de arte y diseño. La Comisión de Preservación de Monumentos Históricos de la Ciudad de Nueva York designó 18 East 50th Street como un lugar emblemático oficial en 2016.

## Sitio
18 East 50th Street se encuentra en el Midtown Manhattan de Nueva York, en el lado sur de 50th Street entre la Quinta Avenida al oeste y Madison Avenue al este. El lote de terreno cubre 524 m² con un frente de 17,2 m de largo de la calle 50 y una profundidad de 30,5 m. Los edificios cercanos incluyen 623 Fifth Avenue (que contiene la tienda insignia de Saks Fifth Avenue) al oeste; Catedral de San Patricio al norte; 444 Madison Avenue al este; y la Tower 49 al sur. Además, el Lotte New York Palace Hotel y Villard Houses están a menos de una cuadra al este, mientras que el Rockefeller Center está a menos de una cuadra al oeste.
Antes de que se desarrollara el edificio, el sitio contenía un par de casas de tres y cinco pisos. Estos edificios fueron comprados en la década de 1880 por Andrew Jeffries Garvey, quien estaba afiliado a William M. Tweed, el antiguo líder de la red política Tammany Hall. En 1893, Garvey arrendó el sitio por veinte años a Arthur H. Cutler de la escuela Cutler, a una tasa de $ 8.500 por año, con opciones para renovar la propiedad por tiempo indefinido. Los Cutler traspasaron el contrato de arrendamiento al promotor residencial WW y TM Hall en 1906. Cuando Garvey murió, su hija Helena asumió la propiedad del terreno.

## Diseño
18 East 50th Street fue diseñado por William Lawrence Rouse y Lafayette Anthony Goldstone de la firma Rouse & Goldstone, junto con Joseph L. Steinam. Terminado en 1916, el edificio fue diseñado en lo que fue caracterizado por el Registro de Bienes Raíces como el estilo "Gótico Perpendicular". El edificio tiene 11 pisos de altura, o 12, incluido un entrepiso en la base, y contiene un techo de 40,8 m de altura. El diseño tenía la intención de "armonizar bien con el entorno", particularmente con la Catedral de San Patricio. El edificio no tiene retranqueos porque fue diseñado justo antes de que se aprobara la Resolución de Zonificación de 1916, que habría requerido tales retranqueos.
En el momento de su finalización, el edificio Hampton Shops se describió como "interesante" en el Real Estate Record, así como un "ejemplo perfecto de puro diseño renacentista" en el New York Tribune. El edificio también fue elogiado por el arquitecto Aymar Embury III como una "pieza muy hermosa" de diseño gótico. Escribiendo para The New York Times en 1920, Helen Bullitt Lowry dijo que el edificio "supera a los godos en sus esfuerzos por explotar la calidad de 'la época' en su negocio".

### Fachada
La fachada está realizada en terracota intercalada con sillar en distintos colores. La única fachada visible al público, en la calle 50, está dividida horizontalmente en tres secciones, con arcadas de doble altura (a veces caracterizadas como logias) en la base y en la parte superior. La logia en la base consta de tres arcos apuntados, flanqueados por una entrada de servicio en el extremo izquierdo y una entrada de oficina en el extremo derecho. Los arcos se han modificado con escaparates, pero conservan la insignia de la empresa Hampton Shops. La fachada de la calle 50 tenía trabajos de hierro forjado y vitrales, que parecían una entrada a un castillo medieval. En la planta baja, la fachada también se diseñó con una ventana catedral en el lado sur.

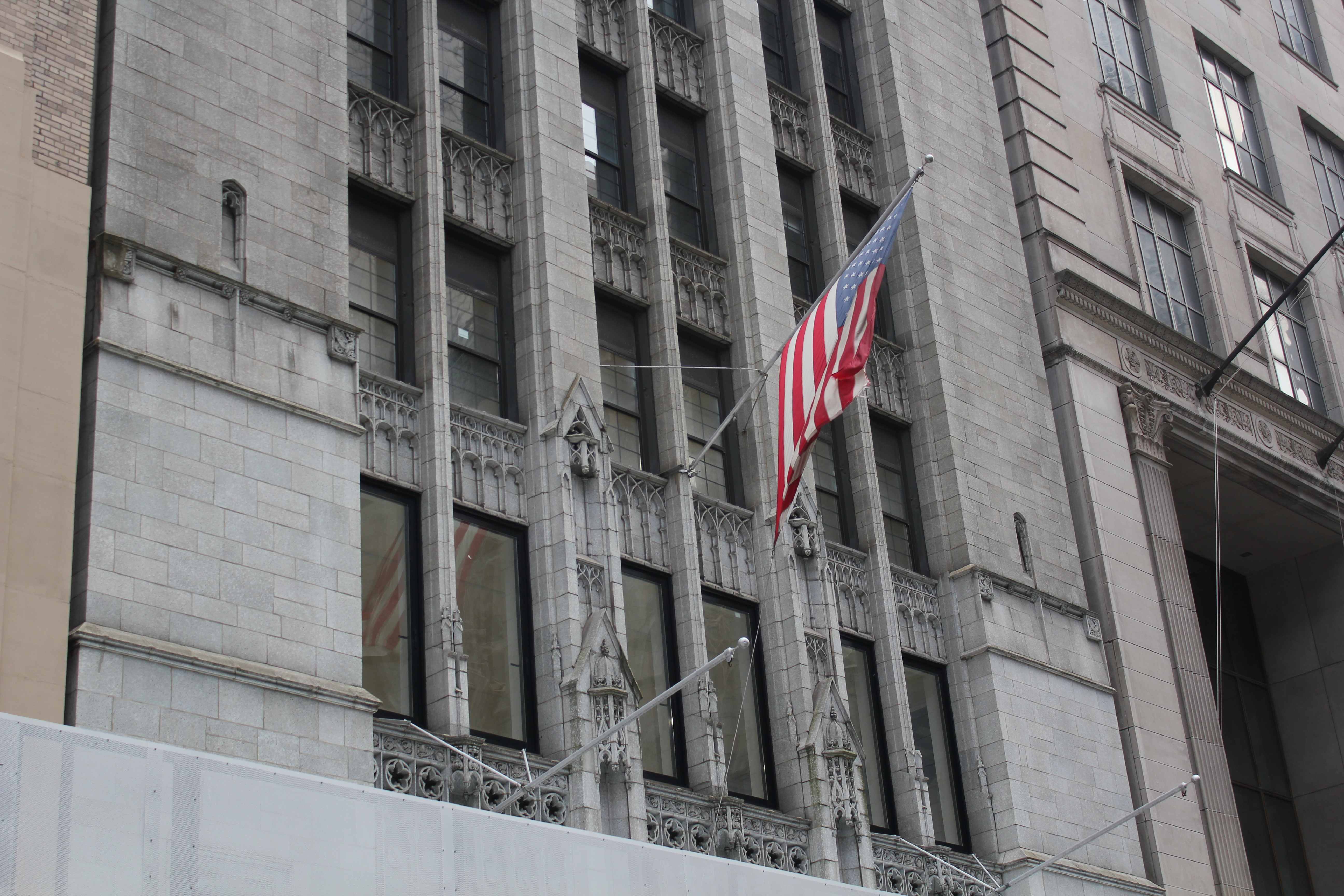
Detalle del segundo piso

Un asta de bandera cuelga de la parte superior de la galería y dos más de la parte superior del segundo piso (el piso directamente encima de la galería). Los pisos intermedios en la calle 50 se tratan como subdivididos verticalmente en tres tramos, cada uno con un par de ventanas. Las ventanas de cada piso están separadas por enjutas con tracería gótica. El piso superior tiene arcos redondos apuntados y remates.
En el momento de la finalización del edificio, las fachadas laterales eran visibles desde las avenidas cercanas y contenían anuncios de tiendas. Según Embury, la fachada lateral era "agradable en sí misma, de carácter equilibrado", con un diseño que complementaba la fachada principal. La fachada este se oscureció con la construcción de 444 Madison Avenue en 1931, mientras que la fachada oeste fue bloqueada por 623 Fifth Avenue, terminada en 1990. Pequeñas porciones de las fachadas occidental y oriental permanecen visibles en la parte superior.

### Características
Dentro del primer piso había un vestíbulo con oficina administrativa y ascensores. El pasillo medía 7,6 m de alto e iluminado por candelabros suspendidos, rodeado por una galería entrepiso en tres lados. Las otras historias contenían once galerías. El séptimo piso estaba particularmente adornado con comedores y salas de estar decoradas para lo que el New-York Tribune describió como "la sugerente exposición de muebles de época". A 2016, los cuatro pisos más bajos son utilizados por el New York Health & Racquet Club, mientras que los otros pisos se utilizan como espacio de oficina.

## Historia
The Grand Rapids Furniture Company se estableció en 1861. Su fundador Henry Mannes nombró a la empresa por la ciudad de Grand Rapids, que en ese entonces era un centro de fabricación de muebles. En 1914, la compañía se conocía públicamente como Hampton Shops Company para distinguirla de otras firmas asociadas con Grand Rapids. La firma mantuvo "Grand Rapids Furniture Company" como su nombre corporativo. Grand Rapids Furniture tenía una tienda en 34-36 West 32nd Street en Manhattan, donde usaba los nombres de Hampton Shops y Grand Rapids a principios del siglo XX.

### Salas de exposición
En octubre de 1914, Grand Rapids Furniture Company adquirió el contrato de arrendamiento en 18 y 20 East 50th Street de los Halls. Inicialmente, el Real Estate Record and Guide informó que las casas existentes se convertirían en salas de exposición. La semana siguiente, Real Estate Record informó que la empresa construiría una nueva estructura para su propio uso. Rouse, Goldstone y Steinam presentaron planos ante el Departamento de Edificios de la Ciudad de Nueva York en febrero de 1915, y se contrató a Bing y Bing Construction como contratista general. El trabajo comenzó en junio y se completó sustancialmente en enero de 1916. Según los medios de comunicación, el edificio fue ocupado a mediados de marzo de 1916. Con la finalización del edificio Hampton Shops en 50th Street, el antiguo edificio de 32nd Street continuó asociado con Grand Rapids Furniture Company.
Un anuncio de 1918 de las tiendas Hampton en el New-York Tribune describía el edificio como un "templo de arte gótico" que exhibía muebles antiguos europeos. Durante el uso del edificio Hampton Shops como sala de exposiciones, se utilizó para eventos como una exposición de arte español del siglo XVI, así como para seminarios de decoración del hogar. The Hampton Shops Company adquirió el arrendamiento del terreno de Helena B. Garvey Hayden en 1922. Mutual Life Insurance colocó un préstamo de 300 000 dólares en el edificio. El edificio fue revendido a Eben C. Gould en 1927.
Después de la remodelación del edificio en 1937, el Brooklyn Daily Eagle caracterizó el edificio como vender "muebles a todos los precios", con pisos enteros dedicados a la venta de muebles de Francia, Inglaterra y Estados Unidos Las tiendas Hampton se reorganizaron a mediados de 1938 después de declararse en quiebra. Las acciones de la empresa se liquidaron a partir de diciembre de 1938 y continuaron durante doce semanas.

### Tenencia posterior

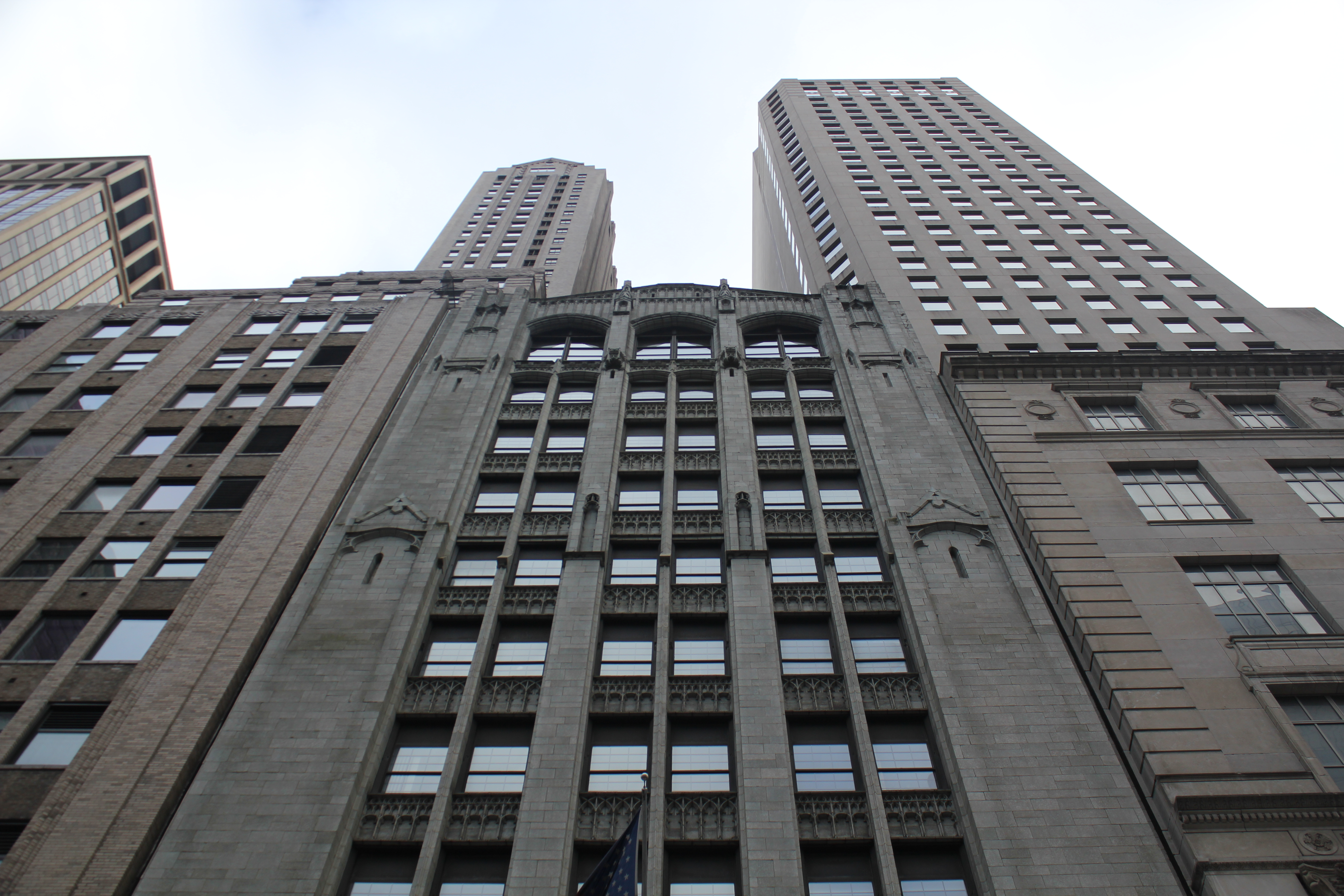
Mirando hacia la fachada de la calle 50 del edificio, con la torre del banco suizo a la derecha

Después de la quiebra de Hampton Shops, 18 East 50th Street fue remodelado en 1940 y arrendado a empresas de arte y diseño. El escaparate se alquiló a una tienda de ropa de piel, mientras que los pisos superiores contenían inquilinos como una empresa de ropa y un estudio de fotografía. El edificio fue propiedad de 18 East 50th Street Inc. hasta 1945, cuando fue vendido al fabricante de aire acondicionado Carrier Corporation, que abrió una sucursal en la ciudad de Nueva York allí. El Museo del Traje alquiló un espacio en 18 East 50th Street en 1943, aunque posteriormente se combinó con el Museo Metropolitano de Arte y se trasladó al edificio del Met a principios de 1946. The Carrier Company vendió el edificio en noviembre de 1947 a Webb & Knapp, y el edificio fue revendido un mes después a Drake America Corporation, que inicialmente tenía la intención de utilizar el espacio como oficinas. Drake America finalmente vendió el edificio a la empresa británica AM Corporation para que lo invirtiera el año siguiente.
El edificio siguió utilizándose como salas de exposición y galerías. John Gerald abrió una sala de exposición de muebles para el hogar en 1949, y una sala de exposición de decoración italiana abrió en 1954. Se impusieron algunas restricciones al funcionamiento de 18 East 50th Street, probablemente porque el edificio estaba cerca de la Catedral de San Patricio. Un certificado de ocupación, emitido por el Departamento de Edificios en septiembre de 1951, decía que las ventanas solo podían exhibir "pinturas, estatuas y tapices"; no se pudieron proyectar letreros desde la fachada; la carga estaba prohibida de 8 a. m. a 6 p. m.; y el edificio no podía abrir los domingos. Durante la década de 1960, el edificio albergaba las galerías de arte y subastas de Saboya.
18 East 50th Street también contenía inquilinos industriales y de oficinas, incluido el Servicio Nacional de Publicidad, las oficinas ejecutivas del estudio de televisión Filmways, y George Nelson & Company Industrial Design. Otro inquilino durante este tiempo fue Bill Castleberry, presidente de Zebra Associates, la agencia de publicidad más grande propiedad de afroamericanos hasta su quiebra en 1976. En un momento, el edificio también sirvió como sede del sistema escolar de la Arquidiócesis de Nueva York así como una oficina de ventas de propiedades en Roosevelt Island.
18 East 50th Street se vendió en 1977 a Pamela Equities, posteriormente conocida como Pan-Am Equities, que operaba el New York Health & Racquet Club. Luego, parte del interior se convirtió en espacio para el club, mientras que la fachada se renovó con nuevos escaparates de vidrio y un toldo. El edificio se conoció alternativamente como New York Health & Racquet Club Building. Sus ocupantes posteriores incluyeron inquilinos de oficinas como el Centro de Prensa Extranjera y Rehabilitación Atlética y Ortopédica Deportiva. A mediados de 2016, la Comisión de Preservación de Monumentos Históricos de la Ciudad de Nueva York (LPC) propuso proteger doce edificios en East Midtown, incluido 18 East 50th Street, antes de los cambios propuestos en la zonificación del área. El 22 de noviembre de 2016, el LPC designó 18 East 50th Street y otros diez edificios cercanos como puntos de referencia de la ciudad.